# Z pasją
Z pasją (fr. Le brio) – francusko-belgijski komediodramat z 2017 roku w reżyserii Yvana Attala.
Film miał swoją prapremierę 25 października 2017 roku na Montpellier Mediterranean Film Festival. Do kin trafił 17 listopada 2017 roku. W Polsce nie był dystrybuowany. Zdjęcia nagrywano w Paryżu (m.in. na Uniwersytecie Paryskim i w Palais de Justice) oraz w Créteil. Plan zdjęciowy trwał od 2 listopada do 9 grudnia 2016 roku.

## Nagrody i nominacje
Jest to jak do tej pory najważniejsza rola 25-letniej wówczas Camélii Jordana, która otrzymała za nią nagrodę Césara dla najbardziej obiecującej młodej aktorki. Z pasją było też nominowane do nagrody głównej 43. ceremonii wręczenie Cezarów jako najlepszy film, zaś Daniel Auteuil otrzymał nominację za najlepszą rolę męską. Na Biografilm Festival reżyser Yvan Atall otrzymał za niego Nagrodę Publiczności. Kolejne dwie nominacje film otrzymał na Lumière Awards: dla Daniela Auteuil jako najlepszego aktora i Camélii Jordana jako najbardziej obiecującej młodej aktorki.

## Fabuła
Bohaterką filmu jest Neïla Salah (Camélia Jordana), Francuzka pochodzenia algierskiego. Wraz z mamą i babcią mieszka na przedmieściach Paryża, a jej chłopak Mounir (Yasin Houicha) jest kierowcą Ubera. Właśnie rozpoczyna studia prawnicze na Uniwersytecie Paryskim. Gdy spóźnia się na pierwszy wykład, znany z kontrowersyjnych wypowiedzi profesor Pierre Mazard (Daniel Auteuil) rzuca pod jej adresem szereg rasistowskich uwag. Za kilka miesięcy stanie przez to przed komisją weryfikacyjną. Za radą rektora uczelni, by zyskać w oczach komisji, profesor przygotowuje Neilę do konkursu oratorskiego. Dalsza część filmu opowiada o trudnej współpracy wykładowcy z jego uczennicą. Pokazuje też jaki wpływ ma zdobywane wykształcenie na relacje Neili z jej chłopakiem i dawnym otoczeniem.

## Obsada
- Camélia Jordana jako Neïla Salah
- Daniel Auteuil jako profesor Pierre Mazard
- Yasin Houicha jako Mounir
- Nicolas Vaude jako rektor uczelni
- Nozha Khouadra jako mama Neili
- Zohra Benali jako babcia Neili